# 中條健一
中條 健一（ちゅうじょう けんいち、1965年3月17日 - ）は、日本のお笑いタレント、喜劇俳優である。吉本新喜劇の座員。妻は同じ吉本新喜劇の秋田久美子。離婚歴あり。
よしもとクリエイティブ・エージェンシー大阪本部所属。通称、アスパラガス。

## 人物・略歴
髪型はリーゼントで、顔は面長である。
兵庫県立舞子高等学校、関西大学経済学部卒業。

## 芸歴
1987年4月、関西大を3回生で1年間休学し、復学したのち4回生になったときに関西大学落語研究会『落語大学』の先輩である六代桂文枝に付いた。弟子入りを志願したが、「落語は今からやるにはまだ早い」「ピンでやったらいい」と言われ、落語家ではなくピン芸人として心斎橋筋2丁目劇場でデビューした。当初から本名で活動していた（大学時代には「浪漫亭呂澪（ロミオ）」という芸名もあった）。
今田耕司や東野幸治，ほんこんたちが東京進出するのを受け、1992年春に吉本新喜劇のオーディションに会社から呼ばれ、池乃めだかと身長差で絡めることからそのまま入団。新喜劇の舞台に立って2週目に、石田靖が座長の舞台で「炊飯器」...「じゃあ」のギャグを作った。目立ったギャグはないものの、ボケの多い新喜劇にあって場の仕切りがうまく、長セリフもこなせアドリブもきく名脇役である。ヤクザ以外では秘書などの役が主だが、川畑泰史の座長公演では中條を主要キャストとして起用することが多い。
文枝に弟子入り志願した理由は、中條が落研の発表会で演じたギャグを、たまたま来ていた文枝が見ており、後日中條がテレビを見ていると、文枝がそのときの自分のギャグをパクって使っていたためである。大師匠に自分のギャグをパクられたことに対して、中條は「師匠は自分のギャグセンスを解ってくださっている」と感銘し、文枝門下に入ることを決意したという。
弟子入りについて中條は、「弟子ではなく、後輩」と、強い口調で述べている。正式には一門弟子にはなっておらず、あくまでも後輩であり(元)付き人である。または桂文枝が開いた落語以外のお笑い塾『維新塾』の塾生である。塾生をもって文枝の弟子とすることもあるが、いわゆる落語界における桂一門としての正式な弟子ではなく、中條本人もしっかりと否定している。しかしながら中條は文枝のことを、“あの人”などと呼ぶ一方で、“うちの師匠”と呼ぶこともある。
2009年10月28日に、同じ新喜劇座員の秋田久美子と婚約。2010年1月1日に結婚。2012年3月2日に第1子となる長男が誕生。

## 持ちネタ

### トサカヘアーと眉なしヤクザ
- 頭髪をワックスで20センチ前後逆立たせた上、中央に向かってトサカのように尖らせた髪型、さらに眉なし（実際には剃っておらず、肌色のドーランを塗って隠している）という顔で登場する(髪型は吉田ヒロが考案)。

この髪型を、「ニワトリ怪獣・トサカーン」「にわ・とり夫さん」「名古屋コーチンさん」「烏骨鶏さん」などといじられる。さらに、「日本語が通じやん奴やなー…。コケーッ!!!コッコッコッコッ!!…コケーッ!!コッコッコッ…」と、ニワトリ語を使われる展開がある。
また、紙飛行機が髪に引っかかっているが気付かない、板前であるのに三角巾ではなくコックの長帽子を被っている、など、いじられ以外のギャグもあり、ヤクザ以外の役もこの髪型で演じることがほとんどである。
- このトサカヘアーと、後述の黄緑色のスーツを合わせることにより、共演者から「アスパラガスや！」と言われ、アスパラが中條の代名詞となっている。
- 眉なしヤクザを演じる際には、共演者から、「ない!」「眉毛は？どうしたん」「(まーあんた、大事なもん落として)どの辺に落としたの?」などといじられる。それに対して中條は「(落としてへん!)剃ったんや!」と手を眉の辺りに添えて、その手を額に素早くスライドさせ、眉を剃りあげる様子を表現しながら答えるのが基本形である。

続けて共演者が「なんで剃ったんですか?」→(手さばき)「ファッションや!」、「あ、剃ったんですか?」→「剃ったんや!」、「ファッションですか?」→(手さばき)「ファッションや!」のやりとりを2～3回続けた後に、「桂三枝は?」と振られ、「いらっしゃ～い」と、モノマネ風に乗っかる。これの発展形は石田靖のアドリブから生まれたという。
- 眉なしで登場してハケた後、寿司のバランを眉として貼りつけて、再登場したこともある。

### 全身緑色
- 主にヤクザ役の時、全身黄緑色のスーツをいじられ「センスのわからん奴っちゃのう、イタリア製のオーダーメイドでコーディネートや」「目に優しい緑やろ」などと返す。これは紫色のスーツで出演したときに吉田ヒロから、細身で長身の見た目を「アスパラガス」といじられ、その後ヒロが「アスパラガスやったら緑色にせなあかんな」と提案して発展していったものである。いじられた後、「俺は人間」と返すと、「え?インゲン?」と返され、「違うわ!」とツッコむ。この全身緑色のアスパラヤクザのキャラが実り、のちに劇中そのままの出で立ちでCM出演まで果たした(後述)。
- 衣装はスーツだけでなく、靴や靴下や下着（ヒートテック）、財布や名刺、携帯電話まで緑であり、さらにプライベートでも帽子やTシャツ、ズボンなどの普段着、ベルトや腕時計、携帯電話までも緑にするなど、キャラを大切にしている。さらにはサインを頼まれる際も自分で持ち歩いている緑のサインペンを使ってサインをする。
- 緑の衣装はヤクザスーツだけにとどまらず、作業着や着物、スカジャンなども緑のことが多い。2009年4月の放送では、白衣ではなく全身緑の服を着た医師を演じた（役名は「グリーンクリニック院長」)。
- 共演者から「ちょっとこうして?」と言われ、走るポーズをすると『非常口』といじられる(ちなみに中條は、学生時代陸上部である)。
- 特に帯谷孝史とヤクザ役で出演した際には、(帯谷の持ちギャグであるポットと合わせて)「なんや、ポットの次は、緑茶かい」といじられる。
- ハケる際に、「これで、お茶でも飲んでください」と、ポチ袋など少額のお金が入っていると思われる封筒を共演者に渡す(封筒の色が緑のこともある）。中條がハケた後 、いくら入っているかと封筒を開けると、ティーバッグが一つ入っており、「『お茶でも』って、お茶しか飲まれへんやん!」と共演者がツッコんでおとす。
- 吉田ヒロの座長引退公演の際には緑のスーツだけでなく、全身黄色のスーツや全身赤のスーツを着て出てくる場面があった。いわく、「だんだん紅葉していく」。
- 緑についてのバリエーションは、「(借金取り立ての際)グリーンファイナンスの者（もん）や」と名乗ったり、新幹線の席がグリーン車であったり、電話相手の名前がみどりであったりと、徐々に増えつつある。最近ではドスや血まで緑であり、呼び名によるいじりも、「ネギ」「カマキリ」「キュウリ」「観葉植物」「京阪電車」｢青汁の訪問販売｣、「生協」、「ミドリちゃん」などと、豊富にある。

### 持ちギャグ
- 去り際に：

（中條）「炊飯器」
（共演者）「炊飯器?」
（中條）「いや、ジャー（じゃぁ）」
なお、この持ちギャグは、最近はブログで使用している程度で封印しているが、『なにわ人情コメディ 横丁へよ〜こちょ!』の2008年3月9日放送の回（朝日放送テレビでの放送日）に借金取りのヤクザ役でゲスト出演した際に、去り際において、久しぶりに披露した。

## 結婚までの流れ
妻は後輩芸人の秋田久美子であり、新喜劇座員同士での結婚である。当初、秋田は中條のことを、同じ空気を吸うのも嫌なほど嫌っていたという。秋田が初めてマドンナ役をやることが決まった際に、中條から舞台外さらには舞台上で「何でこんなブサイクな奴がマドンナやねん」などと執拗に言われたことが理由である。しかしこれは、秋田に秘かに想いを寄せていた中條の、(小中学生が好きな子にちょっかいを出したり、逆にいじめたりするような)屈折した行動であった。
そんな中、関西ローカルの番組で秋田が中條オススメのお店で食レポをする仕事があり、“そのお店は誰がオススメするお店でしょうか？”といった構成で、最後に中條が登場。秋田は仕事として最低限のリアクションとやりとりをこなして収録を終えたが、中條が「このまま食べて帰ろか？」と秋田を誘った。秋田は「打ち合わせが入っているので」と断り(打ち合わせは入っていなかった)、次の週にNGKで中條に会った際、改めてロケのお礼と併せて100％の社交辞令で「今度また連れて行ってくださいごはん」と言ったところ、その「また今度」を口実にされ、「いつ行くよ？あの店」と、会う度に食事に誘われるようになった。数回は断っていたが、先輩であることもあり、いよいよ断りづらくなり、秋田は「また今度」の約束を終わらせるためだけに仕方なく食事に応じた(前述の収録に使った店はその日休みで、別の店に行った)。このときはデートとしての誘いだとは思ってもみなかったといい、
行ってみると中條の印象は、“最悪”から、“意外と悪い人でもないな”、に変わったという。これについて秋田は、「大嫌いだったので(もう評価が今よりも下に行きようがなく)、上に行くしかない」と分析している。この帰り際には、「あの店はいつ行くよ？」と誘われ、秋田は嘘の番号とアドレスを渡したという。
その後も何度か会ううちに、内容も次第にデートに近いものとなっていき、秋田は付き合うことについて、相当悩んだという。正式に付き合い始めて半年後、中條から「(座員同士のため、隠れて付き合わなければならないことなどを理由に)このまま、付き合ってもええんか？(別れるなら別れてもええで。俺は嫌やけど)」と聞かれた。秋田はこれについて、「セコイ男や」と述べている。
付き合うようになって最初の正月から実家に呼ばれたこともあり、秋田は早い段階から、「これは、結婚するだろうな」と思っていたという。その後、実に４年４ヶ月間隠し通しての交際を実らせて結婚に至った。座員の森田展義は、稽古場で中條が婚約の発表をするために急に立ち上がったとき、「この人、(芸人を)『辞める』言うんちゃうか？！」と思ったという。結婚祝いとして、中條と仲のよいイチローから、７泊９日のファーストクラスで行くアメリカ旅行をプレゼントされた。イチローの試合にも招待され、家族席で観戦し、その試合でイチローはホームランを打って花を添えた。当初中條は、イチローは大スターで忙しいだろうし、今度でいいかと思い、結婚の報告をしていなかった。報道で結婚を知ったイチローから、「中條さん、なんで教えてくれないの？」と、逆に連絡がきたという。

## エピソード
- 巡業先でトラブルを目撃し、機転をきかせて怖い声で怒鳴って人助けをしたこともある。
- 1988年、「やすきよ」最後の正月に司会を任されるも漫談になってしまい、出番の時間を食ってしまう。このことに怒った横山やすしが近寄り、「怒られる」と思った矢先に自分の目の前を素通りして行った。やすしは、その奥にいた三枝に対し、弟子のしつけが成っていないことを厳しく説教し、その姿を中條に見せつけたのである。
- 修行時代に曽根崎の路上でひったくりを目撃し、捕まえた。
- 「ゲラゲラ・ハッピィ」で、「周囲に眉がないと思われている」と答えた。
- 秋田久美子のブログによると、大分県臼杵市の野外での地方公演で、演じている最中大雨だったのに「俺は晴れ男やさけ、晴れるやろ」と言っていたという。
- 吉田ヒロが考案したトサカのヘアースタイルを作るために整髪料を大量に使うため、近年は抜け毛に悩んでいる。この事は最近になって、末成由美にネタとして扱われるようになっている。
- 「なかじょう」と読み間違えられることを極度に嫌う。
- 吉田ヒロとのコンビでM-1グランプリに参加したことがある。
- プロ野球選手と幅広い交遊があり自主トレに参加したりすることもある。オフには、選手がNGKを訪れ新喜劇を観賞することも多い。さらには、夜一緒に飲み歩いた選手を、妻の久美子に予告なく自宅に招き入れ泊まらせることもあり、久美子がお風呂から上がると、酔った中條と共に選手たちがいたこともあるという[3]。
- 親知らずを１か月の間に４本抜いたところ、口まわりの筋力が低下しており、劇の中盤に舞台袖であくびをしたらアゴ外れた。後半の出番までに戻すことができず、筆談で烏川耕一に「アゴ外れたから後半のセリフしゃべってくれ」と託した。西部劇の物語だったため、スカーフで口元を隠して再登場し、「後ろの奴、どないしたんや」といじられ、舞台上でネタになり、楽屋ニュースにもなった。
- 青野敏行にビンタをされる場面で、青野の小指が鼻に当たって鼻血が出てしまい、芝居を止めてティッシュを詰め、詰めたまま芝居を続けた。
- 石田靖の蹴りを顔面に受けて倒れ、舞台上で脳震盪になったことがある。ずっと照明を見ながら起きられなかったという。
- ガラスのテーブルを蹴る場面があり、テレビ収録の日にガラスが落ちて割れてしまった。ハプニングが好きなテレビはそこはカットせず、「これ高いで～、弁償せな」などといじられるところが放送され、換わりに川畑泰史のシーンがカットされた。
- 緑色のサインペンを携帯しており、サインを求められた際はそれを使ってサインをするというサービスを行っている。緑色のサインペンを使う姿や緑色の持ち物を自身のブログ・チンピラエレジ～真ん中より上や！で公開している。
- 有名スポーツ選手やスポーツチームとのコラボレーションＴシャツなどを手掛けるデザイナーマツダと交友があり魂Tシャツを愛用している。

## 仕事
- 映画『マインド・ゲーム』に声優として出演。
- 二人が喋ってる。1997年/犬童一心監督の作品にも出演
- 映画『不倫白書』出演

## TV出演
- 現在[いつ?]「よしもと新喜劇」（毎日放送）にほぼ定期的に出演中。また芸人のソウル・フード（原点の料理）を探る「素のよしもと」（関西テレビ）にも出演した。
- 過去[いつ?]には師匠である桂三枝が司会をしていた朝日放送のナイトinナイト火曜日のおっちゃんVSギャルのVTRでロマノフ中條という探偵役で出演していた時期があった。
- サタうま!（関西テレビ） - 茂ちゃん軍団としてVTR出演。
- 新婚さんいらっしゃい!（朝日放送） - 平成22年6月20日　妻久美子と共に出演。桂三枝に、「乳乳(にゅうにゅう)」とあだ名を付けられる。

## CM
- はぴｅカフェ～「関電ガス 切替簡単｣篇～（関西電力　2017年04月 - ）

## 舞台
- なんばグランド花月その他
- 2005年、ヒロとの単独ライブ「しろとみどり」を開催した。
- 2007年1/27　中條健一20周年記念芝居開催
- 2008年10/5 - 10/29　中日劇場吉幾三特別公演・人情喜劇「十六代目婿養子」出演